# Gia Khánh (xã)
Gia Khánh là một xã thuộc huyện Gia Lộc, tỉnh Hải Dương, Việt Nam. Xã Gia Khánh có diện tích 4,64 km², dân số năm 1999 là 5515 người, mật độ dân số đạt 1189 người/km².

## Địa lý
Xã Gia Khánh nằm trên trục đường tỉnh lộ 395. Xã có vị trí ranh giới:
- Phía bắc giáp xã Gia Tân và xã Tân Tiến
- Phía đông giáp với xã Gia Lương
- Phía nam giáp với xã Hoàng Diệu
- Phía tây giáp với thị trấn Gia Lộc.

## Hành chính
Xã Gia Khánh gồm có 4 thôn là: Cao Dương, Gia Bùi, Bình Đê và Cao Lý.

## Nhân vật
Các tiến sĩ đều ở làng Bình Đê xã Thượng Cốc nay là Gia Khánh:
- Cha con Nguyễn Duy Minh (1502), Nguyễn Địch Giáo 1529.
- Nguyễn Khắc Hài (1505)
- Nguyễn Trọng Hổ (1508)
- Nguyễn Quý Tân 1814 - 1858 (tiến sĩ năm 1842)